# Beren Saat
Beren Saat (Ancara, 26 de fevereiro de 1984) é uma atriz, dubladora, ativista e filantropa turca. Entrou no rol das grandes atrizes de seu país ao protagonizar as séries Aşk -ı Memnu e Fatmagül'ün Suçu Ne. Como a 'pecadora' Bihter, recebeu aclamação da crítica, ganhando inclusive dois Golden Butterfly Awards, a mais importante premiação da Turquia, se tornando a primeira atriz a ganhar o prêmio por dois anos consecutivos. Como a inocente Fatmagül, personagem de grande apelo público e social, conquistou mais estatuetas e ganhou visibilidade mundial. Por conta destes dois trabalhos, em 2014 recebeu o reconhecimento da Associação de Jornalistas de Espetáculos, Arte e Cultura do Chile (APES) com o prêmio de Melhor Atriz Internacional. Em 2016 é premiada como "Melhor Atriz Estrangeira" no Murex D'or 2016, no Líbano, um evento considerado como o Óscar do mundo árabe, em cerimônia realizada na capital libanesa de Beirute.
Saat é uma das atrizes mais bem pagas da Turquia. Protagonizou recentemente a primeira temporada da série Muhteşem Yüzyıl Kösem, após desbancar fortes concorrentes ao papel como Bensu Soral, Sibel Kekilli e Tuba Büyüküstün, ganhando 90 mil liras turcas por cada episódio (84 mil reais), o que equivale a 360 mil liras turcas mensais. Apenas no ano passado ela faturou mais de 5 milhões de reais só com publicidade. 
Beren é considerada uma das mulheres mais bonitas da Turquia. Na América Latina, países como Chile e Uruguai, destacam o seu físico como um dos principais fatores do êxito de suas séries, descrevendo-a como "dona de uma beleza impactante que cativa a teleaudiência".   

## Família e formação
Beren Saat é filha de Ayla Saat e Hüseyin Avni Saat, um ex-jogador profissional de futebol. Tem um irmão mais velho, Cem Saat. Cursou primário na TED Ankara Koleji e frequentou a Faculdade de Ciências Econômicas e Administrativas na Universidade Başkent , conquistando seu diploma de bacharel em Administração.

## Carreira

### Televisão
“Quando era criança, costumava ler histórias e atuar como os personagens”, contou em uma entrevista, revelando que o sonho de ser atriz vem desde pequena. Anos mais tarde, com o apoio do então namorado e dos amigos de faculdade, ela se inscreveu numa competição entre atores, um reality show de talentos de 2004 de nome Türkiye'nin Yıldızları (Estrelas da Turquia, em tradução livre), da emissora Show TV. Ficou em segundo lugar na disputa, perdendo na grande final para Engin Akyürek, com quem voltaria a atuar anos depois, formando par romântico em Fatmagül'ün Suçu Ne? (no Brasil, Fatmagül - A Força do Amor). Desde o início de sua carreira recebeu muitos elogios por seu estilo de atuação, que atrairia a atenção da diretora e produtora Tomris Giritlioğlu.
Estreou em série como Nermin, um papel secundário em Aşkımızda Ölüm Var, pelo mesmo canal que a revelou.
Entre 2005 e 2006 deu vida à sua primeira protagonista, Zilan, em Aska Sürgün, estrelando ao lado do ator Mahsun Kırmızıgül. O projeto foi assinado por Tomris Giritlioğlu e levado ao ar pela ATV.   
Entre 2006 e 2008, pela mesma emissora, viveu Yasemin Ünsal na série Hatırla Sevgili, dividindo o protagonismo com os atores Cansel Elçin e Okan Yalabık, em mais uma produção de Tomris Giritlioğlu.  
Em 2007 fez uma pequena participação como ela mesma na série cômica da ATV Avrupa Yakası. Ela aparece no episódio 121.  
De 2008 a 2010 protagonizou no Kanal D a polêmica série sobre amor e traição Aşk-ı Memnu (Amor Proibido), no papel da deslumbrante vilã Bihter Yöreoğlu Ziyagil. O drama foi adaptado do romance homônimo de Halit Ziya Uşaklıgil, ambientado no século XIX, mas que na versão televisiva as autoras e roteiristas Ece Yörenç e Melek Gençoğlu trouxeram para a nossa época. O sucesso foi tanto que até o parlamento em Ancara paralisou suas funções para assistir ao episódio final, que bateu recordes, atingindo a incrível marca de 73,7% de audiência. Por causa de cenas ousadas nos frequentes encontros amorosos entre o casal de amantes Bihter e Behlül (Kıvanç Tatlıtuğ), com beijos que diziam os mais conservadores durar cerca de 4 minutos, a série foi repudiada e impedida de adentrar alguns países muçulmanos mais tradicionais. 
Menos de três meses depois do épico último episódio de Aşk-ı Memnu, a mesma equipe estreia com outra adaptação, Fatmagül'ün Suçu Ne? (em português literal, Que Culpa Tem Fatmagül?), mas agora para a novela homônima de cunho social de Vedat Türkali, escrita nos anos 70 e transformada em filme em 1986. Entre as principais exigências da diretora Hila Saral estava que Beren Saat vivesse a mocinha vítima de violação Fatmagül Ketenci/Ilgaz. Teve duas temporadas, ficando no ar até meados de 2012. Com o êxito da telessérie também em países árabes, a atriz ofereceu uma entrevista à TV Al Jazeera em 2013. Ela comentou sobre sua personagem e a mensagem do melodrama às mulheres da Turquia, que, segundo ela, não devem ficar caladas diante dos abusos e machismo de sua sociedade. “A pressão sob a qual estão as mulheres com este modelo de matrimônio e religião é muito similar ao Oriente Médio. Sabendo que somos um país muçulmano, veem o Bósforo (estreito de Istambul), veem as mulheres modernas, a roupa que querem usar, veem a mesquita e tudo isto parece ideal para elas. ‘Fatmagül’ parece muito familiar para elas”, expressou Saat.
Entre 2013 e 2014 Beren encabeçou o elenco da série de drama İntikam (Vingança), um spin-off da série de televisão americana Revenge. Ela teve que aprender artes marciais para interpretar Derin Çelik/Yağmur Özden. Além de sua performance como atriz, o look da personagem foi um dos assuntos mais comentados pelo público. 
Em 2015, a bela começou a gravar Muhteşem Yüzyıl Kösem (O Século Magnífico: Kösem), produzida pela Tims Productions e exibida pelo canal Star TV. Ela aparece a partir do sétimo episódio, na pele da já adulta sultana Mahpeyker Kösem, uma das mulheres mais poderosas da história Otomana, preferida do sultão Ahmed I. 

### Cinema
Güz Sancısıis (2009), dirigido por Tomris Giritlioğlu, foi a sua primeira experiência em longa-metragem, onde interpretou Elena.
Mas nem de longe foi o seu filme mais comentado. O mais polêmico do ano foi sem dúvida Gecenin Kanatları, escrito por Mahsun Kırmızıgül, que trouxe Beren Saat parcialmente nua, em cenas de sexo que geraram a revolta e o protesto do tradicionalismo turco. O elenco ainda contou com Murat Ünalmış, Erkan Petekkaya e Yavuz Bingöl.
Em 2012, encarnou Buse em Gergedan Mevsimi (no Brasil, O Último Poema do Rinoceronte), dirigido pelo cineasta iraniano Bahman Ghobadi. Teve no elenco a famosa atriz italiana Monica Bellucci.  O lançamento no Brasil aconteceu em 25 de junho de 2015. A belíssima fotografia do filme ganhou vários prêmios, inclusive no Festival de San Sebastian 2012.
Em 2013, viveu o desafio de aprender a se comunicar através da língua de sinais para interpretar Ela Bayındır, uma cega, surda e muda no emocionante Benim Dünyam (Meu Mundo), uma adaptação do romance autobiográfico The Story of My Life (1903), que conta a história de Helen Keller, uma escritora, conferencista e ativista social americana que foi a primeira pessoa surda e cega a conquistar um bacharelado.

### Dublagem
Em 2010 Beren resolveu se arriscar no mundo da dublagem. Emprestou sua voz à Barbie em Toy Story 3. Seu parceiro de cena na TV à época, Kıvanç Tatlıtuğ, dublou a Ken.
Em 2012 dublou a personagem principal, Mérida, do filme Brave (Valente), da Disney.
Em 2015, juntamente com seu marido, participou da dublagem do bem-sucedido Minions, onde dublou Scarlet Overkill.

## Publicidade
Um dos primeiros contratos profissionais de Beren Saat foi para uma série de comerciais televisivos para a marca de doces Tofita (2004-2005), dirigidos por Sinan Çetin.
Entre 2010 e 2011 foi garota-propaganda da marca de batata frita Patos e dos desodorantes da Rexona.
De 2013 a 2014 gravou reclames para a marca de perfume Duru.
Em 2015 e 2016 fez comerciais com o seu marido para Arçelik A.Ş., um fabricante de eletrodomésticos da Turquia.

## Filantropia
Beren Saat tem participado de diversos projetos de ajuda social. Em 2011, doou à Associação Mor Çatı 100 mil liras turcas do cachê que recebeu por seu trabalho com a Rexona.
Em novembro de 2012, foi a capa da revista Elle, e Saat, em colaboração com a mencionada revista de beleza, criou camisetas destinadas à venda, cuja renda doaram ao projeto Nar Taneleri para colaborar com a educação de mulheres entre 18 e 24 anos de idade que estão em orfanatos.
Em 2012 gravou um vídeo para passar uma mensagem sobre a saúde materna no Afeganistão, país que tem uma das mais altas taxas de mortalidade materna no mundo. A atriz, que é bem conhecida por lá graças à enorme popularidade da personagem Fatmagül, encorajou as mulheres afegãs a dar à luz em um centro de saúde ou em casa com uma parteira treinada. O vídeo foi produzido como parte de um projeto financiado pela União Europeia, realizado pela Gopa, em parceria com o Ministério de Saúde Pública afegão.
No mesmo ano, foi feito um calendário de famosos (como o ex-jogador brasileiro Alex) para 2013, no qual Saat aparece no mês de janeiro posando ao lado de uma garotinha que aparece vestida de Branca de Neve. A renda foi doada à Fundação de Saúde e Educação para Crianças com Leucemia.
Em 2014, participou de um comercial de campanha escolar apoiando as crianças com o lema "Papai, envia-me à escola".
Apoiou ainda o Mês de Conscientização Sobre o Câncer de Mama ao unir-se a equipe de basquete turca Anadolu Efes SK (Anadolu Esporte Clube) para a realização de um jogo em prol da campanha. Além das faixas expostas na quadra, foi utilizada uma bola rosa durante a partida para chamar atenção à campanha. Pouco depois apoiou, junta a outras celebridades turcas, um evento relacionado a pessoas com deficiência e a língua de sinais.

## Ativismo
Beren Saat se transformou no maior símbolo na luta por direitos na Turquia, participando de manifestações e protestos, emprestando a sua imagem à campanhas e denúncias contra a violência contra a mulher, que se desencadearam massivamente em 2015 logo que se noticiara o caso de uma jovem chamada Aslan, que foi brutalmente assassinada.  Ela também já demonstrou apoio à causa homoafetiva através de suas contas pessoais nas redes sociais.
Em 2016, Saat concedeu uma entrevista para a CNN turca falando para o último Dia Internacional da Mulher. A atriz não poupou criticas ao presidente: "o governo está empurrando as mulheres para o fundo". Ela falou de quão difícil é ser mulher na Turquia, que não consegue ser tão livre quanto o homem, antes subordinada, e que lamenta ser mulher em seu país. A política do governo, segundo ela, está cada vez mais colocando no subconsciente das pessoas que as mulheres devem ficar em casa, apenas sendo abençoadas com a fertilidade, com a bênção da maternidade, que não busquem autonomia. 
Vale lembrar que em meados de 2015, a atriz, maior símbolo feminino da Turquia por conta de papéis sociais importantes que tem desempenhado, esteve envolvida em polêmicas em mídias sociais por causa de política, sendo inclusive ameaçada, acusada de traição à pátria e tendo a sua nova série prejudicada na audiência pelo boicote proposto por partidos turcos, o que a levou a fazer uma carta de despedida aos fãs virtuais, explicando porque se ausentaria das redes sociais.

## Vida pessoal
No dia 17 de julho de 2004, aos 20 anos, no começo de sua trajetória artística, Beren Saat passou pela dor de perder o seu primeiro grande amor, Efe Güray, de 19 anos, num acidente de carro. Em 2009 ela relatou à revista “Hürriyet Yazarlar”: "A competição (o reality) já tinha acabado, eu havia ficado em segundo lugar. Voltei para Ancara. Uma noite, ele [Ef Güray] deixou minha casa, eu fui para a cama e algumas horas mais tarde, eu o vi no necrotério". Tal foi o choque que a atriz admitiu ter vivido "um tempo muito longo no qual era incapaz de ter um relacionamento saudável". Em 2014, uma década depois, ela postou uma foto do ex-namorado na rede social Instagram onde o parabenizava pelo seu aniversário. O texto dizia: 'Feliz aniversário... 10 vezes sem você'. Ela assegurou que nunca foi visitar sua tumba: "não creio na adoração do mármore". Mas confessou: "às vezes o sinto, aparece em meus sonhos".
Passado o trauma, Beren teve alguns envolvimentos amorosos consecutivos, mas a partir  de fevereiro de 2012 passou a ter um relacionamento com Kenan Doğulu, um cantor de música pop turco. Saat e Doğulu ficaram noivos em 23 de Fevereiro de 2014, em Istambul  e se casaram em 29 de Julho do mesmo ano, em Los Angeles, EUA . Noticia-se que o casal estava tentando ter filho por meio de fertilização in vitro, mas que os produtores da nova série proibiram a atriz em contrato que ela continuasse com os procedimentos enquanto estivesse à frente do projeto.

## Homenagem
Em novembro de 2016, Beren Saat ganhou uma estátua de cera no museu Madame Tussauds, em Istambul. 

## Filmografia
Televisão
| Título                | Ano     | Papel                    | Capítulo(s)     |
| --------------------- | ------- | ------------------------ | --------------- |
| Aşkımızda Ölüm Var    | 2004    | Nermin                   | 1 temporada     |
| Aşka Sürgün           | 2005–06 | Zilan Şahvar Azizoğlu    | 2 temporadas    |
| Hatırla Sevgili       | 2006–08 | Yasemin Ünsal            | 2 temporadas    |
| Avrupa Yakası         | 2007    | Ela mesma                | Episódio: "121" |
| Aşk-ı Memnu           | 2008–10 | Bihter Yöreoğlu Ziyagil  | 2 temporadas    |
| Fatmagülün Suçu Ne?   | 2010–12 | Fatmagül Ketenci/Ilgaz   | 2 temporadas    |
| İntikam               | 2013–14 | Yağmur Özden/Derin Çelik | 2 temporadas    |
| Muhteşem Yüzyıl Kösem | 2015    | Mahpeyker Kösem Sultan   | 1 temporada     |

Cinema
| Filme                                            | Ano  | Papel                             |
| ------------------------------------------------ | ---- | --------------------------------- |
| Güz Sancısı                                      | 2009 | Elena                             |
| Gecenin Kanatları                                | 2009 | Gece                              |
| Toy Story 3                                      | 2010 | Barbie (dublagem turca)           |
| Gergedan Mevsimi (O Último Poema do Rinoceronte) | 2012 | Buse                              |
| Brave                                            | 2012 | Mérida (dublagem turca)           |
| Benim Dünyam                                     | 2013 | Ela Bayındır                      |
| Minions                                          | 2015 | Scarlet Overkill (dublagem turca) |

Publicidade
| Empresa/Produto | Ano     |
| --------------- | ------- |
| Tofita          | 2004–05 |
| Rexona          | 2010–11 |
| Patos           | 2010–11 |
| Duru            | 2013–14 |
| Arçelik         | 2015–16 |

## Prêmios e indicações
| Ano  | Prêmio                               | Categoria                                                 | Trabalho                                  | Resultado |
| ---- | ------------------------------------ | --------------------------------------------------------- | ----------------------------------------- | --------- |
| 2008 | Golden Tulip Fine Arts Award         | Melhor Atriz                                              | Hatırla Sevgili                           | Venceu    |
| 2009 | Kabataş Graduates Association        | Melhor Atriz                                              | Güz Sancısı                               | Venceu    |
| 2009 | Yıldız Technical University          | Melhor Atriz                                              | Aşk-ı Memnu                               | Venceu    |
| 2009 | Golden Butterfly Awards              | Melhor Atriz                                              | Aşk-ı Memnu                               | Venceu    |
| 2009 | Beykent University                   | Melhor Atriz                                              | Aşk-ı Memnu                               | Venceu    |
| 2010 | Cinema is Here Festival              | Jovem Atriz                                               | Gecenin Kanatları                         | Venceu    |
| 2010 | Elle Style Awards                    | Estilo e Atriz                                            |                                           | Venceu    |
| 2010 | AyaklıGazete.com Awards              | Melhor Atriz em uma Série Dramática                       | Aşk-ı Memnu                               | Venceu    |
| 2010 | Golden Butterfly Awards              | Melhor Atriz                                              | Aşk-ı Memnu                               | Venceu    |
| 2010 | Turkey Talk Magazine                 | Melhor Atriz                                              | Aşk-ı Memnu                               | Venceu    |
| 2010 | Kadir Has University                 | Melhor Atriz                                              | Aşk-ı Memnu                               | Venceu    |
| 2010 | Galatasaray University               | Melhor Atriz                                              | Aşk-ı Memnu                               | Venceu    |
| 2010 | Marmara University                   | Melhor Atriz                                              | Aşk-ı Memnu                               | Venceu    |
| 2010 | İsmail Cem Television Awards         | Melhor Atriz de Drama                                     | Aşk-ı Memnu                               | Indicado  |
| 2010 | Antalya Television Awards            | Melhor Atriz de Drama                                     | Aşk-ı Memnu                               | Indicado  |
| 2011 | Yıldız Technical University          | Melhor Atriz                                              | Fatmagül'ün Suçu Ne?                      | Venceu    |
| 2011 | Doğuş University                     | Melhor Atriz                                              | Fatmagül'ün Suçu Ne?                      | Venceu    |
| 2011 | Association of Advertising Agencies  | Melhor Atriz                                              | Fatmagül'ün Suçu Ne?                      | Venceu    |
| 2011 | 2nd Quality Magazine Awards          | Melhor Atriz                                              | Fatmagül'ün Suçu Ne?                      | Venceu    |
| 2011 | Esenler Municipality                 | Melhor Atriz                                              | Fatmagül'ün Suçu Ne?                      | Venceu    |
| 2011 | Dumlupınar University                | Melhor Atriz                                              | Fatmagül'ün Suçu Ne?                      | Venceu    |
| 2011 | Antalya Television Awards            | Melhor Atriz de Drama                                     | Fatmagül'ün Suçu Ne?                      | Indicado  |
| 2012 | 7th Seoul International Drama Awards | Melhor Atriz                                              | Fatmagül'ün Suçu Ne?                      | Indicado  |
| 2012 | Kadir Has University                 | Melhor Atriz                                              | Fatmagül'ün Suçu Ne?                      | Venceu    |
| 2012 | AyaklıGazete.com Awards              | Melhor Atriz em uma Série Dramática                       | Fatmagül'ün Suçu Ne?                      | Venceu    |
| 2012 | 11. ROTABEST Awards                  | Melhor Atriz                                              | Fatmagül'ün Suçu Ne?                      | Venceu    |
| 2012 | 25th International Consumer Summit   | Melhor Atriz                                              | Fatmagül'ün Suçu Ne?                      | Venceu    |
| 2012 | Şişli Vocational School              | Melhor Atriz                                              | Fatmagül'ün Suçu Ne?                      | Venceu    |
| 2012 | Haydarpaşa High School               | Melhor Atriz                                              | Fatmagül'ün Suçu Ne?                      | Venceu    |
| 2013 | Bilkent University                   | Melhor Atriz                                              | Fatmagül'ün Suçu Ne?                      | Venceu    |
| 2013 | TUROB                                | Thank Award                                               | Aşk-ı Memnu                               | Venceu    |
| 2013 | Turkey GQ Awards                     | Mulher do Ano                                             |                                           | Venceu    |
| 2014 | Milliyet Art Magazine                | Melhor Atriz                                              | Benim Dünyam                              | Venceu    |
| 2014 | Yıldız Technical University          | Melhor Atriz de Cinema                                    | Benim Dünyam                              | Venceu    |
| 2014 | Istanbul Technical University        | A Atriz Mais Bem Sucedida                                 | Benim Dünyam                              | Venceu    |
| 2014 | Premio APES                          | Melhor Atriz Internacional                                | Que Culpa Tiene Fatmagül & Amor Prohibido | Venceu    |
| 2014 | AyaklıGazete.com Award               | Melhor Atriz em uma Série Dramática                       | İntikam                                   | Indicado  |
| 2015 | Haliç University                     | Melhor Comercial                                          | Arçelik                                   | Venceu    |
| 2015 | Elele Avon Women Awards              | Responsabilidade Social                                   |                                           | Indicado  |
| 2016 | AyaklıGazete.com Awards              | Melhor Atriz em uma Série Histórica                       | Muhteşem Yüzyıl: Kösem                    | Indicado  |
| 2016 | Ege University Social Media Awards   | Melhor Atriz                                              | Muhteşem Yüzyıl: Kösem                    | Indicado  |
| 2016 | Moon Life Awards                     | Melhor Atriz                                              | Muhteşem Yüzyıl: Kösem                    | Indicado  |
| 2016 | 16th Murex d'Or Awards               | Melhor Atriz Estrangeira                                  | Muhteşem Yüzyıl: Kösem                    | Venceu    |
| 2017 | Latina Turkish Awards                | Melhor Atriz                                              | Amor Prohibido & Que Culpa Tiene Fatmagül | Venceu    |
| 2017 | Latina Turkish Awards                | A Mais Sexy                                               | Amor Prohibido & Que Culpa Tiene Fatmagül | Venceu    |
| 2017 | Ulusal Duruş Onur Ödülü              | Prêmio de Honra Nacional                                  |                                           | Venceu    |
| 2017 |                                      | Prêmio Honorário de Carreira e Atriz Mais Sensível do Ano |                                           | Venceu    |
| 2017 | Okan University                      | Prêmio Especial de Sensibilidade Social                   |                                           | Venceu    |